# 陸炳記銅器
陸炳記銅器俗稱陸炳記銅煲，是香港現時碩果僅存的銅匠店，位於九龍油麻地咸美頓街1號，於1920年代起營業至今，以打造用作煲粥用的銅煲而著名。旺角及佐敦一些食肆，至今仍使用該店打造的銅煲煮食。該店原稱炳記，因東主姓陸，故又名為陸炳記。